# Petir (Cipondoh)
Petir is een bestuurslaag in het regentschap Tangerang van de provincie Banten, Indonesië. Petir telt 26.203 inwoners (volkstelling 2010).